# Boreotrophon bentleyi
Boreotrophon bentleyi är en snäckart som beskrevs av Dall 1908. Boreotrophon bentleyi ingår i släktet Boreotrophon och familjen purpursnäckor. Inga underarter finns listade i Catalogue of Life.